# 管前镇
管前镇为中国福建省三明市尤溪县辖下的一个镇，位于闽中部山区，青印溪上游，东距县治城关镇33公里，辖20个村委会，总户数5921户，总人口24566人，是有名的“金桔之乡”。

## 地理
管前镇位于玳瑁山脉的北部，海拔多在500至800米，为中、低山区。位置在尤溪县西端，东以武陵山（1108米）面西城镇，南以银凤亭（1271米）与新阳镇，西为八字桥乡，西北以乌石顶（1249米）与沙县接壤，西南同大田县毗邻，是三县交界的重镇，面积198平方公里。主要产业为水电、冶炼、特种养殖、食品加工、竹木加工。

## 交通
省道福三公路穿境而过，东可至尤溪县治，西行可通往沙县。

## 教育
全镇设有一所中学，十七所小学，在学学生共5959人。